# Muskan Khatun

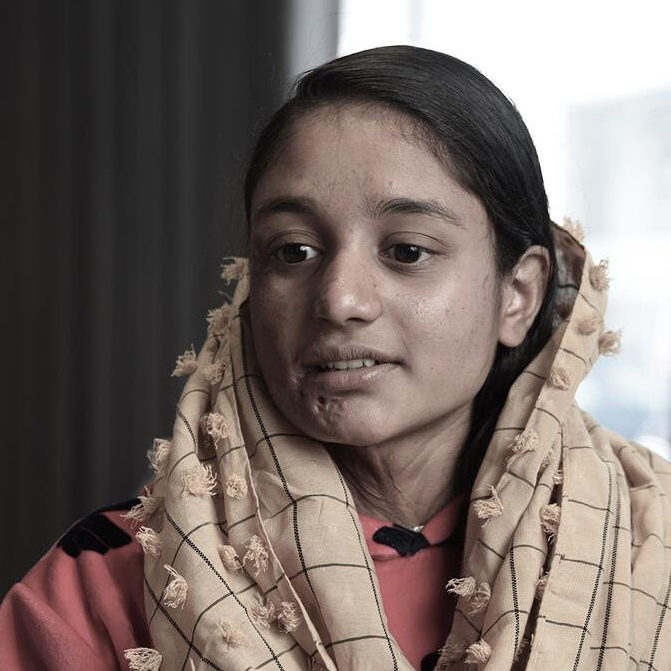
Muskan Khatun bei der Verleihung des International Women of Courage Awards 2021

Muskan Khatun (Nepali मुस्कान खातुन, geboren am 11. Mai 2004) ist eine nepalesische Menschenrechtsaktivistin, die 2019, im Alter von 15 Jahren, ein Säureattentat überlebte und sich anschließend erfolgreich für eine Gesetzesänderung zur Verhinderung solcher Attentate einsetzte. Sie wurde für ihren Einsatz für die Rechte von Frauen und insbesondere für ihren Einsatz für entsprechende Gesetzesänderungen 2021 mit dem International Women of Courage Award ausgezeichnet. Der Preis wurde zunächst online und im Oktober 2021 auch persönlich durch den US-amerikanischen Botschafter in Nepal, Randy Berry, überreicht.

## Attentat auf Muskan Khatun
Muskan Khatun war Schülerin in Birganj, als ein Säureattentat auf sie verübt wurde. Auf dem Heimweg von der Schule wurde sie von zwei Jugendlichen auf einem Motorrad verfolgt, die sie im weiteren Verlauf mit konzentrierter Säure überschütteten, die sie insbesondere im Gesicht traf. Das Mädchen erlitt Verbrennungen zweiten Grades an Gesicht, Brust und Händen und wurde nach Hilferufen von Nachbarn in ein Krankenhaus gebracht. Der Säurewerfer gab in einem Verhör mit der Polizei an, dass er das Attentat ausführte, weil Muskan Khatun seine Liebesanträge abwies. Die Täter wurden nach 6 Monaten aus der Jugendhaft entlassen. Muskan Khatun musste zweieinhalb Monate in einem Krankenhaus in Kathmandu behandelt werden und sich mehreren Operationen unterziehen, bevor sie in eine Klinik in ihrer Heimatstadt Birganj verlegt werden konnte, wo sie weiter behandelt wurde. Sie litt 2021 noch an den Folgen des Attentats. Die Diskrepanz zwischen den Folgen für die Täter und den Folgen für die Opfer solcher Attentate motivierte Muskan Khatun zu ihrem Engagement.

## Gesellschaftliches Engagement
Muskan Khatun setzte sich mit Verweis auf die Belastungen, die unter anderem durch die soziale Ächtung von Opfern von Säureattentaten entstehen, für eine härtere Gesetzgebung in diesem Bereich ein. Mit Unterstützung einer Sozialarbeiterin widmete sie sich der Aufgabe, auf entsprechende Gesetzesänderungen hinzuwirken. Sie brachte die Angelegenheit zunächst vor einen parlamentarischen Ausschuss, wandte sich dann schriftlich an den Premierminister Nepals und traf ihn in der Folge auch persönlich. Weniger als ein Jahr nach dem Attentat auf Muskan Khatun verabschiedete die nepalesische Staatspräsidentin Bidhya Devi Bhandari ein Gesetzespaket, das neben harten Strafen für Täter auch Beschränkungen für den Verkauf von Säuren enthielt und das auf das Engagement von Muskan Khatun zurückzuführen ist. Muskan Khatun und ihre Familie wurden als Folge ihres Engagements zeitweise stark unter Druck gesetzt und erhielten sogar Todesdrohungen.